# Backhousia kingii
Backhousia kingii là một loài thực vật có hoa trong Họ Đào kim nương. Loài này được Guymer mô tả khoa học đầu tiên năm 1988.